# Міміка

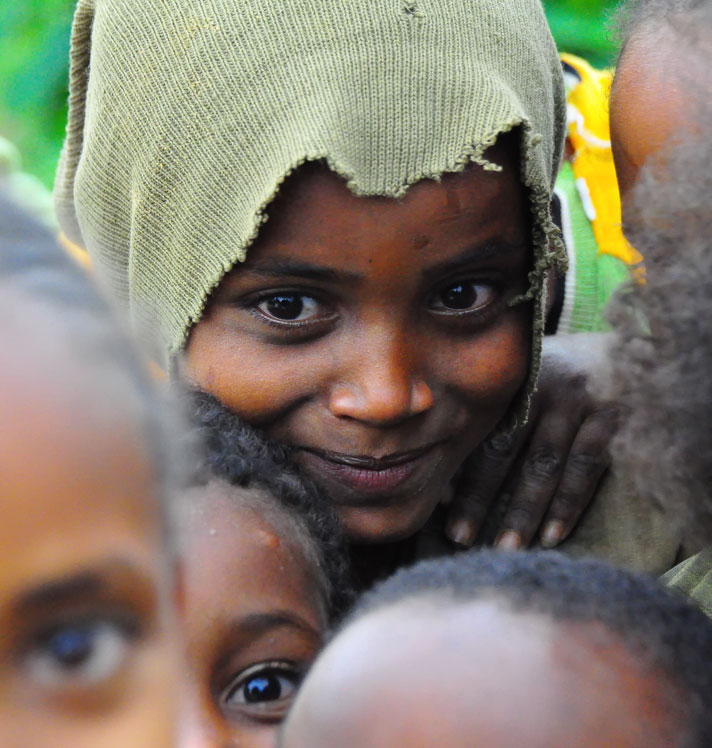
Міміка

Мі́міка (від грец. mimikos — наслідуваний, акторський) — рухи м'язів обличчя, що виражають почуття і психічний стан людини.
Міміка посідає значне місце в процесі комунікації як додатковий засіб вираження і сприймання емоційного стану людей, оскільки вона невіддільна від усього складу думок, дій, почуттів людини і є органічним виявом її внутрішнього життя. Мімічні рухи здійснюються, звичайно, мимовільно, за безумовно-рефлекторним механізмом (міміка, яка спостерігається в повсякденному житті). Однак, включаючись у другу сигнальну систему, вони можуть виникати й довільно (міміка як один з елементів авторської майстерності, як мистецтво передачі душевного і фізичного стану персонажа за допомогою виразу обличчя й очей).
Міміка посідає важливе місце в музично-виконавській діяльності і свідчить про рівень акторської майстерності співаків (І. Алчевський,
М. Ворвулєв, Марія Каллас, О. Мишуга, Є. Мірошниченко, О. Образцова, Тітто Руффо, М. Фігнср, Б. Христов, П. Цесевич, Ф. Шаляпін та ін.) та диригентів (Л. Бернстайн, С. Дорогий, Г. Ернесакс, Д. Загрецький, Герберт фон Караян, М. Колесса, Ніязі, Н. Рахлін, К. Симеонов, Л. Стоковський, А. Тосканіні, С. Турчак та ін.) у процесі розкриття душевного та психічного стану персонажів мистецького твору.